# Australurios
Australurios is een geslacht van vliesvleugeligen uit de familie Pteromalidae. De wetenschappelijke naam van dit geslacht is voor het eerst geldig gepubliceerd in 1926 door Girault.

## Soorten
Het geslacht Australurios is monotypisch en omvat slechts de volgende soort:
- Australurios longispina Girault, 1926